# Krasznojei járás

A Krasznojei járás a Belgorodi területen

A Krasznojei járás (oroszul Красненский район) Oroszország egyik járása a Belgorodi területen. Székhelye Krasznoje.

## Népesség
- 2002-ben 15 337 lakosa volt.
- 2010-ben 13 371 lakosa volt.